# ANO 2011
Ano 2011 (estilizado como ANO 2011), también conocido como Ano o Alianza de Ciudadanos Descontentos (en checo, Akce Nespokojených Občanů 2011, es decir, Acción de Ciudadanos Insatisfechos 2011, significando «ano» en checo «sí») es un partido político de la República Checa.
El partido fue fundado en 2011 por Andrej Babiš, el segundo hombre más rico de Chequia, como movimiento que pretendía combatir la corrupción del sistema político checo, y en 2012 se convirtió en un partido.
En sus inicios, el partido fue de línea centrista y populista, siendo miembro del Partido de la Alianza de los Liberales y Demócratas por Europa. Más recientemente, el partido se ha posicionado a la derecha, cofundando Patriotas por Europa, un grupo en el Parlamento Europeo que está formado por partidos euroescépticos que se adhieren principalmente al conservadurismo nacional y al populismo de derecha.
En las elecciones generales de octubre de 2017 fue el partido ganador con el 29 % de los votos y 78 escaños, 11 puntos más que en 2013.

## Resultados electorales

### Elecciones generales
| Fecha | Votos           | %     | Diputados | +/- | Estatus                      |
| ----- | --------------- | ----- | --------- | --- | ---------------------------- |
| 2013  | 927.240 (2.º)   | 18,7  | 47/200    |     | Coalición con ČSSD y KDU–ČSL |
| 2017  | 1.500.113 (1.º) | 29,64 | 78/200    | 31  | Gobierno en minoría          |
| 2021  | 1.458.151 (2.º) | 27,13 | 72/200    | 6   | Oposición                    |

### Elecciones europeas
| Fecha | Votos   | %         | Diputados |
| ----- | ------- | --------- | --------- |
| 2014  | 244 501 | 16,1 (#1) | 4/21      |
| 2019  | 502 343 | 21,2 (#1) | 6/21      |
| 2024  | 776 158 | 26,1 (#1) | 7/21      |